# Người Thượng Cơ đốc giáo ở Việt Nam
Người Thượng Cơ đốc giáo ở Việt Nam là những người dân tộc thiểu số sống tại những vùng cao nguyên ở Việt Nam theo các đạo cơ đốc giáo chủ yếu là Tin lành.

## Lich sử
Người Thượng, vốn có truyền thống theo tín ngưỡng bái vật, bắt đầu cải đạo theo Cơ đốc giáo từ những thập niên 50 và 60. Sau chiến thắng của miền Bắc Việt Nam năm 1975, các nhà thờ Thiên Chúa giáo và Tin Lành ở Tây Nguyên bị đóng cửa, và nhiều người Thượng, trong đó có các mục sư, bị bỏ tù. Một số người Thượng rút vào mật khu và tham gia đội quân kháng chiến ở cao nguyên, được biết dưới
tên gọi FULRO. Vào cuối thập niên 80 và đầu 90 khả năng chiến đấu của FULRO suy giảm, nhiều người Thượng cải đạo – hoặc hoàn đạo – theo Cơ đốc giáo sau khi từ bỏ đấu tranh vũ trang. Trong thập niên 90, ngày càng nhiều người Thượng gia nhập các nhà thờ Cơ đốc tại gia không đăng ký chính thức.